# Município de Wayne (condado de Wayne, Ohio)
O município de Wayne (em inglês: Wayne Township) é um município localizado no condado de Wayne no estado estadounidense de Ohio. No ano de 2010 tinha uma população de 4.159 habitantes e uma densidade populacional de 59,43 pessoas por km².

## Geografia
O município de Wayne encontra-se localizado nas coordenadas 40° 51′ 57″ N, 81° 56′ 24″ O. Segundo a Departamento do Censo dos Estados Unidos, o município tem uma superfície total de 69.98 km², da qual 69,79 km² correspondem a terra firme e (0,27 %) 0,19 km² é água.

## Demografia
Segundo o censo de 2010, tinha 4.159 habitantes residindo no município de Wayne. A densidade populacional era de 59,43 hab./km². Dos 4.159 habitantes, o município de Wayne estava composto pelo 97,57 % brancos, o 0,79 % eram afroamericanos, o 0,02 % eram amerindios, o 0,41 % eram asiáticos, o 0,07 % eram de outras raças e o 1,13 % eram de uma mistura de raças. Do total da população o 0,58 % eram hispanos ou latinos de qualquer raça.